# Richard Jordan (architecte)
Pour les articles homonymes, voir Jordan et Richard Jordan (homonymie).
Richard Franz Jordan (né le 6 mars 1847 à Vienne, mort le 6 février 1922 dans la même ville) est un architecte et maître d'œuvre de l'historicisme autrichien.

## Biographie
Son père est Leopold Jordan, ingénieur en génie civil et conseiller municipal à Vienne. Comme Victor Luntz (de) ou Franz von Neumann (de), Richard Jordan étudie de 1864 à 1868 à l'académie des beaux-arts de Vienne auprès de Friedrich von Schmidt dont il intègre l'atelier en 1867. Il supervise les constructions de l'église Sainte-Brigitte de Vienne et de l'église lazariste de Währing. En 1871, il reçoit le permis de maître d'œuvre.
En tant qu'architecte, Richard Jordan se spécialise principalement dans les églises, dont beaucoup se caractérisent par l'emploi de maçonnerie de briques dans des formes néo-romanes et néo-gothiques.

## Œuvre

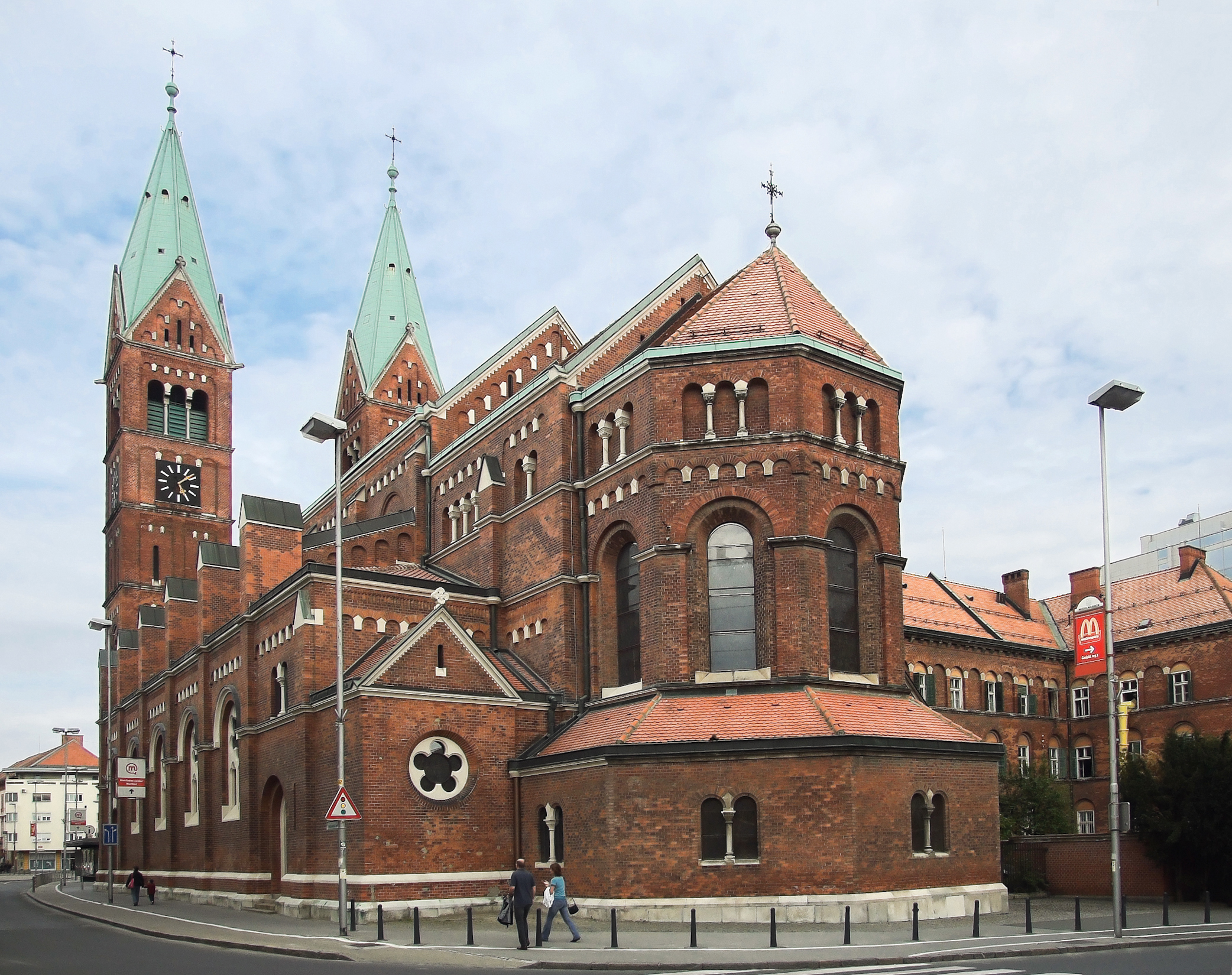
Basilique Notre-Dame-de-la-Miséricorde de Maribor

- Petit séminaire de Hollabrunn (de) (construit en 1880 et 1881)
- Église de Hütteldorf (de) (1881-1882)
- Norbertinum à Tullnerbach (1881-1890)
- Chapelle du Couvent des Dominicaines de Vienne (1885-1886)
- Basilique Sainte-Marie (de) de Puchheim (1886-1890)
- Église de la Rédemption de Hernals (1886-1889)
- Église de Marie Immaculée de Vienne (de)-Floridsdorf (1887-1888)
- Église de Gersthof (de) (1887-1891)
- Reconstruction et élargissement de l'église du Calvaire de Vienne (1889-1894)
- Église de la Mère de Dieu (Vienne) (1890-1891)
- Église du Sacré-Cœur (de) de Pressbaum (1891-1894)
- Cathédrale de Wiener Neustadt : Reconstruction des flèches d'après les plans d'origine (1892-1899)
- Basilique de la Mère de Miséricorde de Maribor (1892-1900)
- Restructuration de la Gardekirche de Vienne (1898)
- Carmel (de) de Döbling (1898-1900)
- Église de Kierling (de) (Klosterneuburg) (1912-1914)
- Église de la Sainte-Trinité (de) de Favoriten (1913-1914)
- Église Saint-Wolfgang (de) de Kirchberg am Wechsel (en partie reconstruite de 1912 à 1926)